# Slow Train Coming
Slow Train Coming je devatenácté studiové album Boba Dylana, vydané v srpnu 1979 u Columbia Records (CBS 86 095). Deska byla nahrána ve studiu Muscle Shoals Sound Studio, Sheffield, Alabama. Za skladbu „Gotta Serve Somebody“ získal cenu Grammy. V roce 2001 bylo album představeno v knize CCM Presents: The 100 Greatest Albums in Christian Music na šestnácté pozici.

## Seznam skladeb
Autorem všech skladeb je Bob Dylan.
| Strana 1 | Strana 1             | Strana 1 |
| Pořadí   | Název                | Délka    |
| -------- | -------------------- | -------- |
| 1.       | Gotta Serve Somebody | 5:22     |
| 2.       | Precious Angel       | 6:27     |
| 3.       | I Believe in You     | 5:02     |
| 4.       | Slow Train           | 5:55     |

| Strana 2       | Strana 2                             | Strana 2 |
| Pořadí         | Název                                | Délka    |
| -------------- | ------------------------------------ | -------- |
| 1.             | Gonna Change My Way of Thinking      | 5:25     |
| 2.             | Do Right to Me Baby (Do Unto Others) | 3:50     |
| 3.             | When You Gonna Wake Up               | 5:25     |
| 4.             | Man Gave Names to All the Animals    | 4:23     |
| 5.             | When He Returns                      | 4:30     |
| Celková délka: | Celková délka:                       | 46:19    |

## Sestava
- Bob Dylan – kytara, zpěv
- Mark Knopfler – sólová kytara
- Tim Drummond – basová kytara
- Barry Beckett – klávesy, perkuse
- Pick Withers – bicí
- Mickey Buckins – perkuse
- Muscle Shoals – horn
- Carolyn Dennis – doprovodný zpěv
- Helena Springs – doprovodný zpěv
- Regina Havis – doprovodný zpěv

Aranžmá: Harrison Calloway